# Freycinetia rapensis
Freycinetia rapensis är en enhjärtbladig växtart som beskrevs av Forest Buffen Harkness Brown. Freycinetia rapensis ingår i släktet Freycinetia och familjen Pandanaceae. Inga underarter finns listade.